# Iris laevigata
Espèce
Classification phylogénétique
L'Iris d'eau japonais (Iris laevigata) est une plante herbacée vivace de la famille des Iridacées originaire de Sibérie.
Nom en Russe : Ирис гладкий

## Description
Il s'agit d'une espèce d'iris à rhizome.
La floraison a lieu d'avril à mai. La fleur - bleue en général, mais aussi jaune et blanc - comporte trois grands sépales à crête jaune et trois pétales de plus petite taille.
Les graines flottent sur l'eau, ce qui assure leur dissémination.
Différents décomptes donnent 28, 32 et 34 chromosomes, mais très majoritairement 32.

## Taxinomie
Iris laevigata est classée dans le sous-genre Limniris, section Limniris.
Cette espèce a été reclassée récemment dans le genre Limniris : Limniris laevigata (Fisch.  ) Rodion. (2007).
Elle compte aussi deux synonymes :
- Iris albopurpurea Baker (1896)
- Iris phragmitetorum Hand.-Mazz. (1925)

Enfin, elle compte trois variétés et forme botaniques :
- Iris laevigata var. hortensis Maxim.
- Iris laevigata var. kaempferi (Siebold ex Lem.) Maxim. (1880) : voir Iris ensata Thunb. - synonyme : Iris kaempferi Siebold ex Lem.
- Iris laevigata fo. leucanthum Makino (1940)

## Distribution
Cette belle espèce d'iris est originaire de Sibérie ; elle est présente en Russie (en particulier sur les bords du lac Baïkal), en Chine, en Corée et au Japon.
Elle vit dans des terres très humides, pouvant être temporairement inondées, en bordure de mares, lacs et cours d'eau.

## Utilisation
Cette espèce est maintenant bien répandue comme plante ornementale de bord de pièces d'eau.
Elle compte de nombreuses variétés horticoles dont :
- Iris laevigata 'Molted Beauty' - variété bicolore bleue-blanche
- Iris laevigata 'Queen Victoria' - variété rose
- Iris laevigata 'Rose Queen' - autre variété rose
- Iris laevigata 'snowdrift' - variété blanche avec une strie bleue
- Iris laevigata 'Variegata' - variété à feuillage panaché de blanc

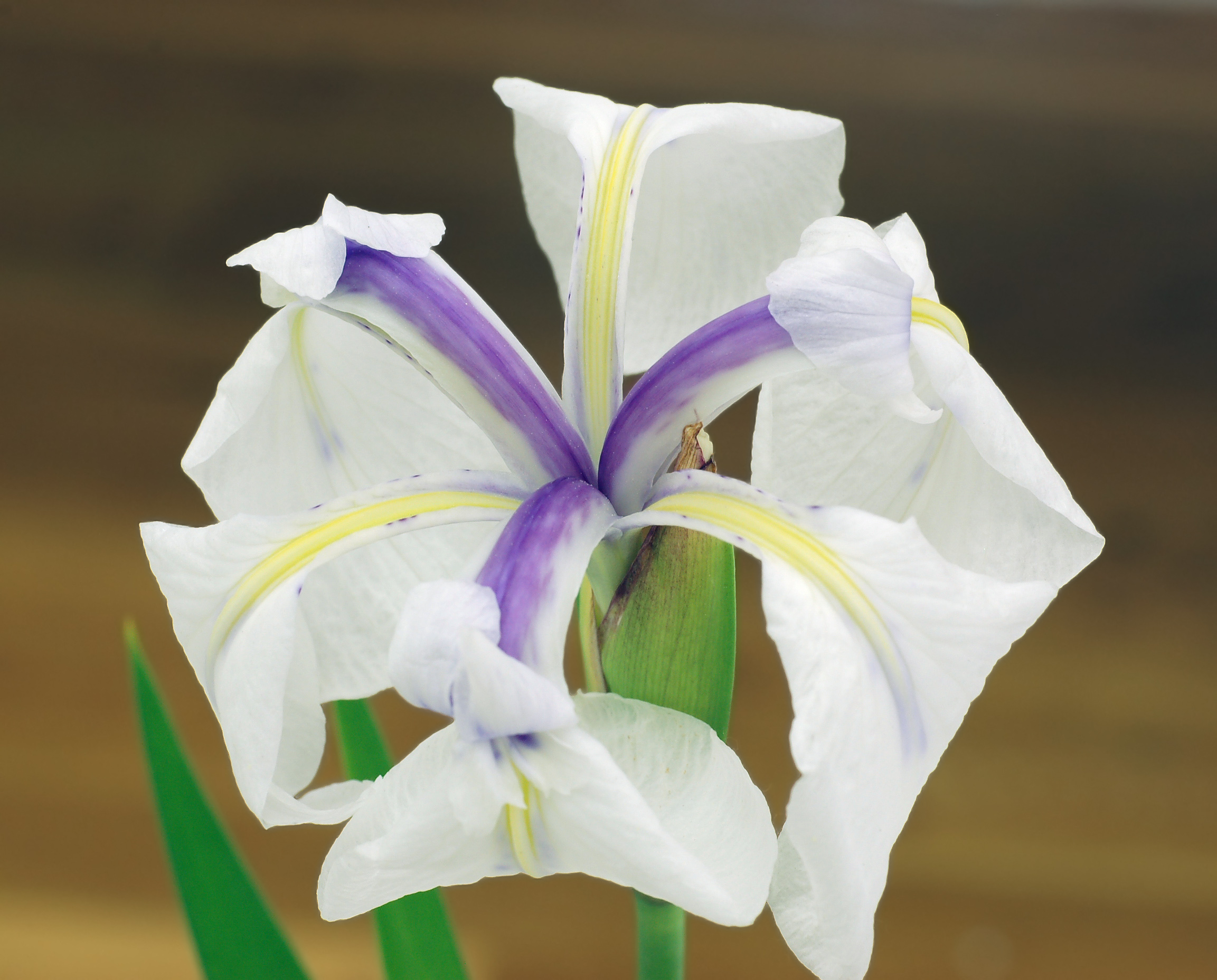
Fleur
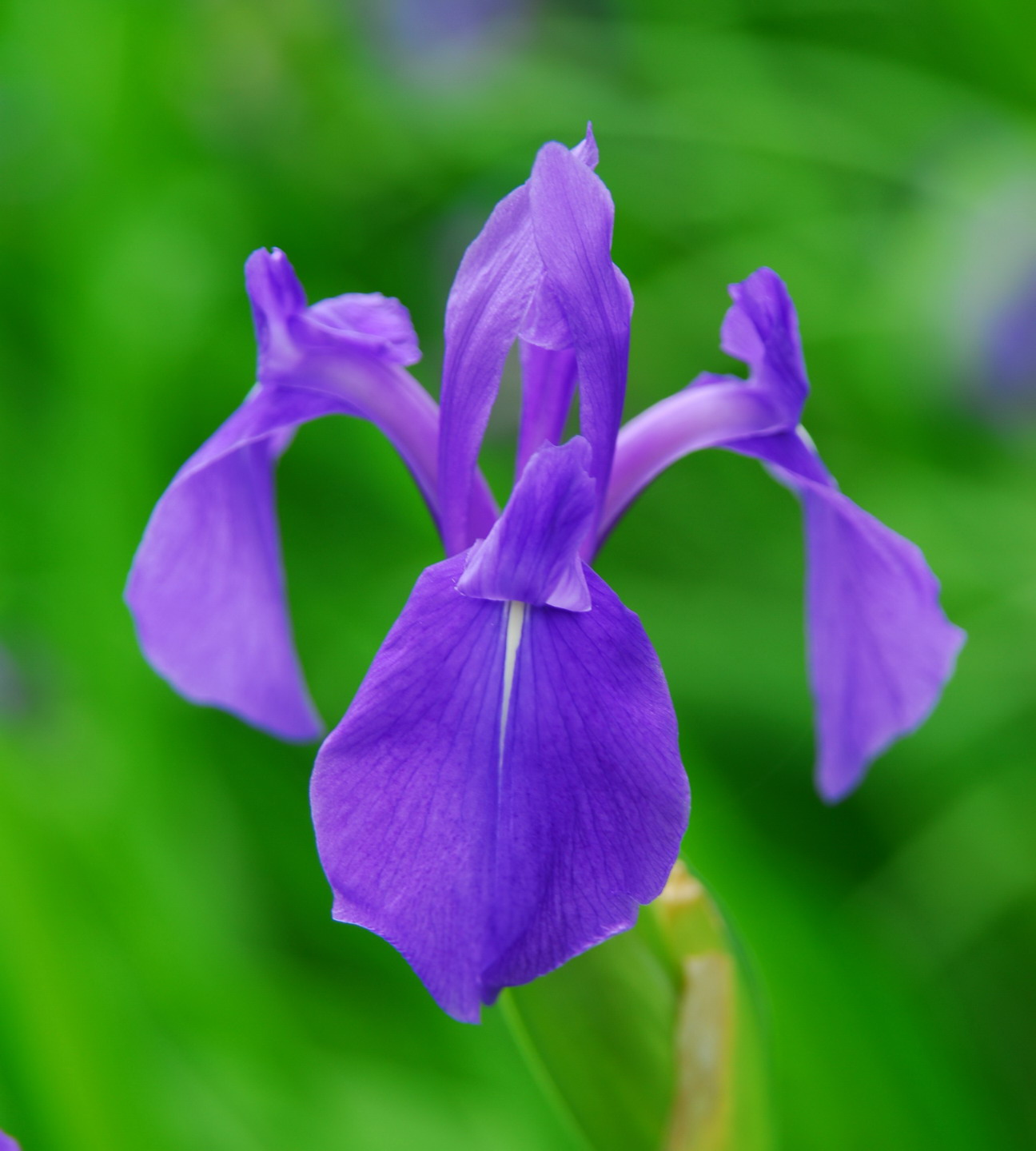
Fleur
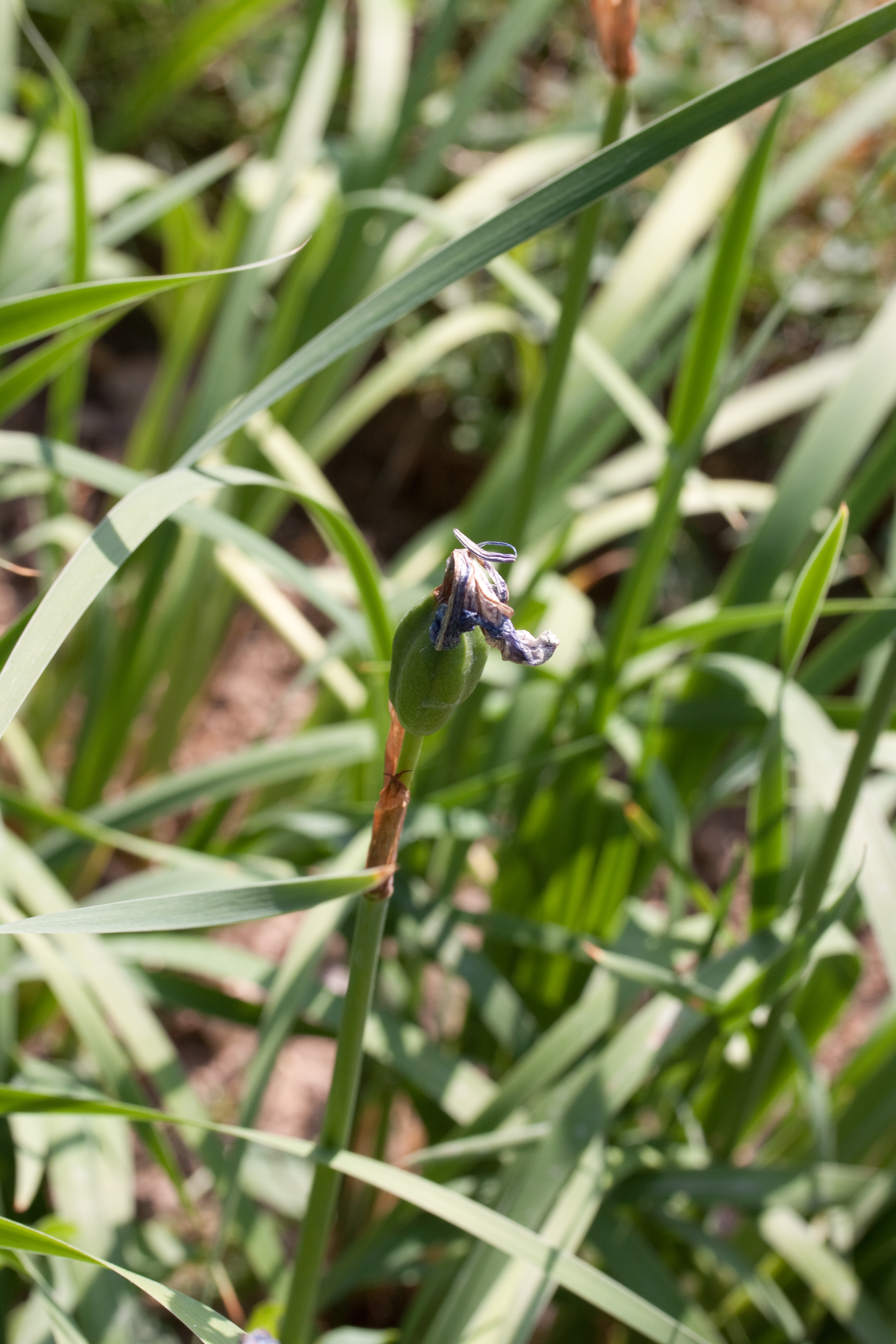
Jeunes fruits

## Aspects culturels

### Au Japon
Dans le jeu de cartes traditionnel japonais Hanafuda, des iris d'eau japonais sont représentés sur la série des 4 cartes du mois de mai.